# MAN TGA
MAN TGA — крупнотоннажный грузовой автомобиль, выпускавшийся компанией MAN в период с 2000 по 2011 год. Автомобиль получил премию "Грузовик года" в 2001 году.

## Технические характеристики
MAN TGA полной массой от 18 до 50 тонн собираются с 2000 года вместо F2000 Evolution. Автомобили выпускаются в виде седельных тягачей и шасси. Тягачи, предназначенные для магистральных перевозок, имеют полную массу 18, 24 и 26 тонн. Автомобили полной массой 18 тонн выпускаются с приводом на заднюю ось и колёсной базой 3500, 3600 и 3900 мм. Машины полной массой 24 и 26 тонн и колёсной базой 2800 и 2600 мм — трёхосные, со спаренными двумя задними осями, одна из которых поддерживает и другая ведущая, с одной или двумя управляемыми осями. В шасси для моделей полной массой 18, 24 и 26 тонн, аналогичным тягачам, добавляются четырёхосные полной массой 35 и 39 тонн и колёсной базой от 2980 до 4105 мм, с двумя или тремя управляемыми осями. На магистральные версии на выбор устанавливаются кабины с двумя спальными местами LX, XLX и XXL. Первая идентична той, что ставится на более лёгкие серии автомобилей, а две последние - наиболее комфортные для автомобилей MAN, шириной 2440 мм. Внутренняя высота у XLX равна 1975 мм, у XXL — 2200 мм. Длина спального места в такой кабине составляет 2200 мм, а ширина — 790 мм.
Дорожные автомобили представлены тем же тоннажем, колёсными базами и колёсными формулами, что и магистральные, но на них ставятся другие кабины: М, L и XL. М - достаточно компактная кабина (но немного больших размеров, чем С), шириной 2240 мм, длиной 1880 мм и внутренней высотой 1645 мм. XL имеет те же габариты, что и большие спальные кабины XLX и XXL, но меньшую высоту от пола до потолка — 1660 мм.
Строительные и внедорожные автомобили производятся полной массой от 18 до 41 тонны. Двухосные 18-тонные тягачи и шасси имеют колёсную базу 3600 и 3900 мм, с приводом на заднюю и на обе оси. Полная масса у трёхосных тягачей и шасси — 26, 28, 33 и 40 т, колёсная база — 3200, 3600 и 3900 мм, варианты колёсной формулы — 6 × 3 и 6 × 6. У четырёхосных шасси (8 × 4, 8 × 6, 8 × 8) полная масса составляет 32, 35 и 41 т, а колёсная база — от 2505 до 4105 мм.
Специальные машины — тяжеловозы и транспортировщики опасных материалов — выпускаются в исполнениях Heavy Duty и World Wide. Трёхосные (6 × 3) тягачи Heavy Duty имеют полную массу 33 тонны и варианты колёсной базы 3200, 3600 и 3900 мм, четырёхосные (8 × 4, с двумя управляемыми осями) — полную массу 41 тонна и колёсную базу 2600 мм. Тягачи World Wide производятся двухосными (4 × 2) полной массой 18 т и трёхосными (6 × 4, 6 × 6) полной массой 26, 33 и 40 тонн, с колёсными базами 3200, 3600 и 3900 мм. В аналогичные по тоннажу трёхосные шасси World Wide, но с более широкими вариантами исполнений колёсной базы — от 3200 до 5100 мм, добавляются четырёхосные (8 × 4) полной массой 41 тонн и колёсной базой от 2505 до 4105 мм. Кроме этих автомобилей, для вседорожного использования и тяжёлых условий эксплуатации предназначены серии военных грузовиков SX и HX, произведённых с двумя, тремя и четырьмя мостами. Для коммерческих служб выпускается серия LE (Low Entry) c низкорасположенной кабиной, которая имеет ровный пол и специальную конструкцию двери с пневматическим приводом.
Отличительной особенностью серии TGA остаётся обеспечение высокого класса комфорта условий работы водителя, например, использование единственных в своём роде климатизированных сидений класса «Люкс».

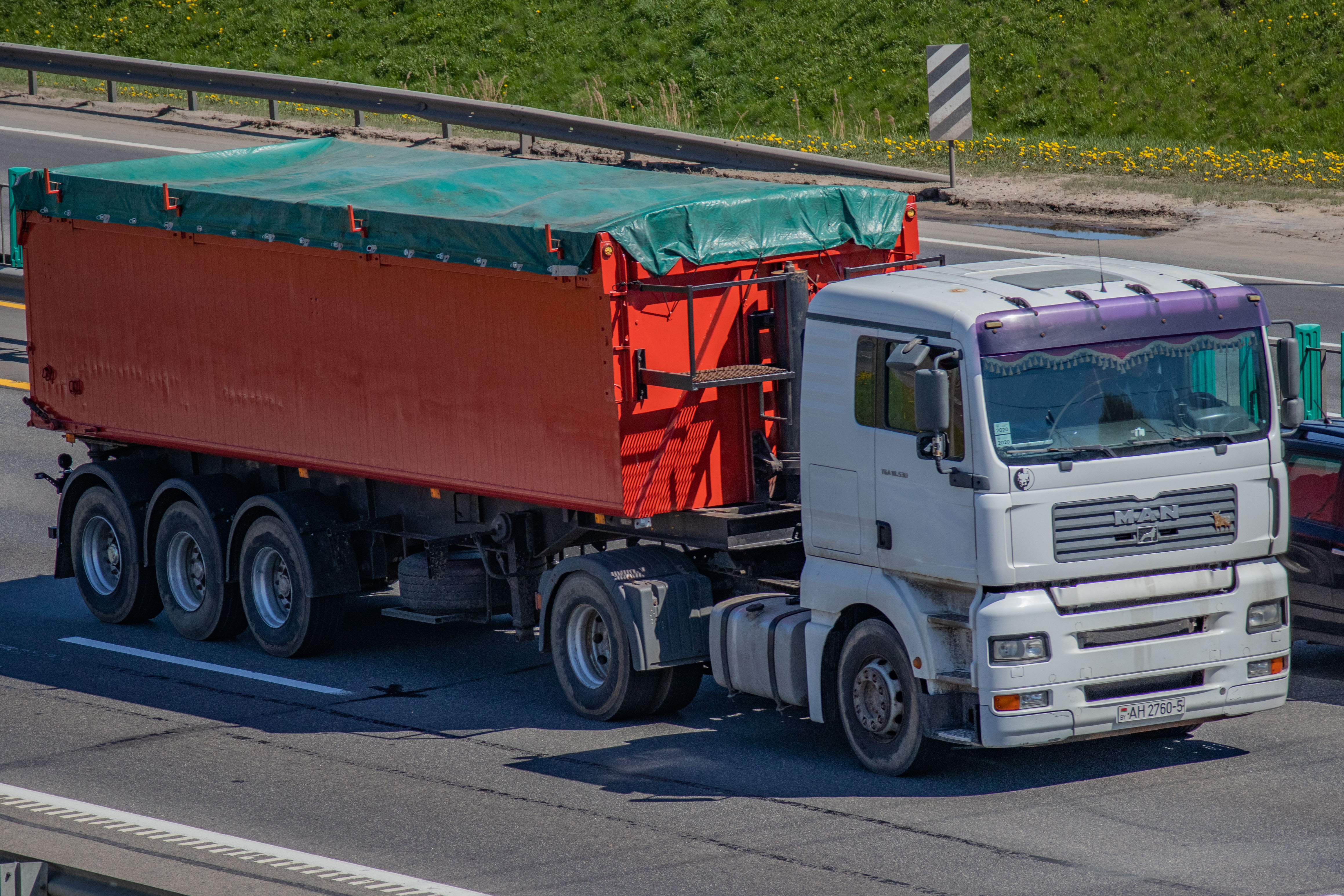
MAN TGA 18.530

В 2007 году на европейском рынке модель TGA заменили автомобили серии TGX, но производство модели TGA продолжалось до 2011 года.

### Двигатели
Автомобили TGA оснащаются 6-цилиндровыми рядными дизелями D2066 (рабочим объёмом 10,5 л и мощностью 310, 320, 350, 360, 390, 400, 430 и 440 л. с.), D2876 (рабочим объёмом 12,8 л и мощностью 480 и 530 л. с.) и 10-цилиндровым V-образным D2840 рабочим объёмом 18,3 л и мощностью 660 л. с. (устанавливается на специальные исполнения Heavy Duty и World Wide). Полная масса автопоезда с 660-сильным тягачом может достигать 250 тонн. Двигатели мощностью 310 и 320 л. с. ставятся только на дорожные автомобили полной массой 18 тонн. Дизели D2066, выпускаемые с 2004 года, оборудованы четырьмя клапанами на цилиндр, непосредственным впрыском топлива Common-Rail второго поколения, рециркуляцией отработавших газов (EGR) и пылевым фильтром PM-Kat®. За разработку этого фильтра, который не требует периодического обслуживания и частой замены, компаниям-разработчикам MAN и Emitec в 2006 году была присвоена специальная экологическая награда Федерального индустриального союза Германии. Моторы D2066 соответствуют нормам токсичных выбросов Евро-4, а при использовании технологии SCR — Евро-5. Двигатели D2876 отвечают нормам Евро-3/Евро-4, D2840 — Евро-3. Все двигатели оборудованы моторным тормозом EVB либо более новыми EVBec. Также совместно с системой EVBec может устанавливаться тормоз-замедлитель MAN Pritarder.

### КПП
С двигателями компонуются 12-ступенчатая автоматическая коробка передач MAN TipMatic или 16-ступенчатая механическая ZF ComfortShift. Система ComfortShift обеспечивает переключение верхних передач без выжимания водителем сцепления, что делает устройство электропневматическим. С 2005 года часть неполноприводных моделей TGA оборудуется системой гидропривода MAN Hydro Drive® , которая позволяет в нужный момент подключать переднюю ось. Масса автомобиля при установке гидрообъёмного привода увеличивается на 400 кг, однако при этом автомобиль становится полноприводным. Такой системой в первую очередь оснащаются строительные самосвалы, которым нужна повышенная проходимость в условиях плохих дорог.

## Фотогалерея

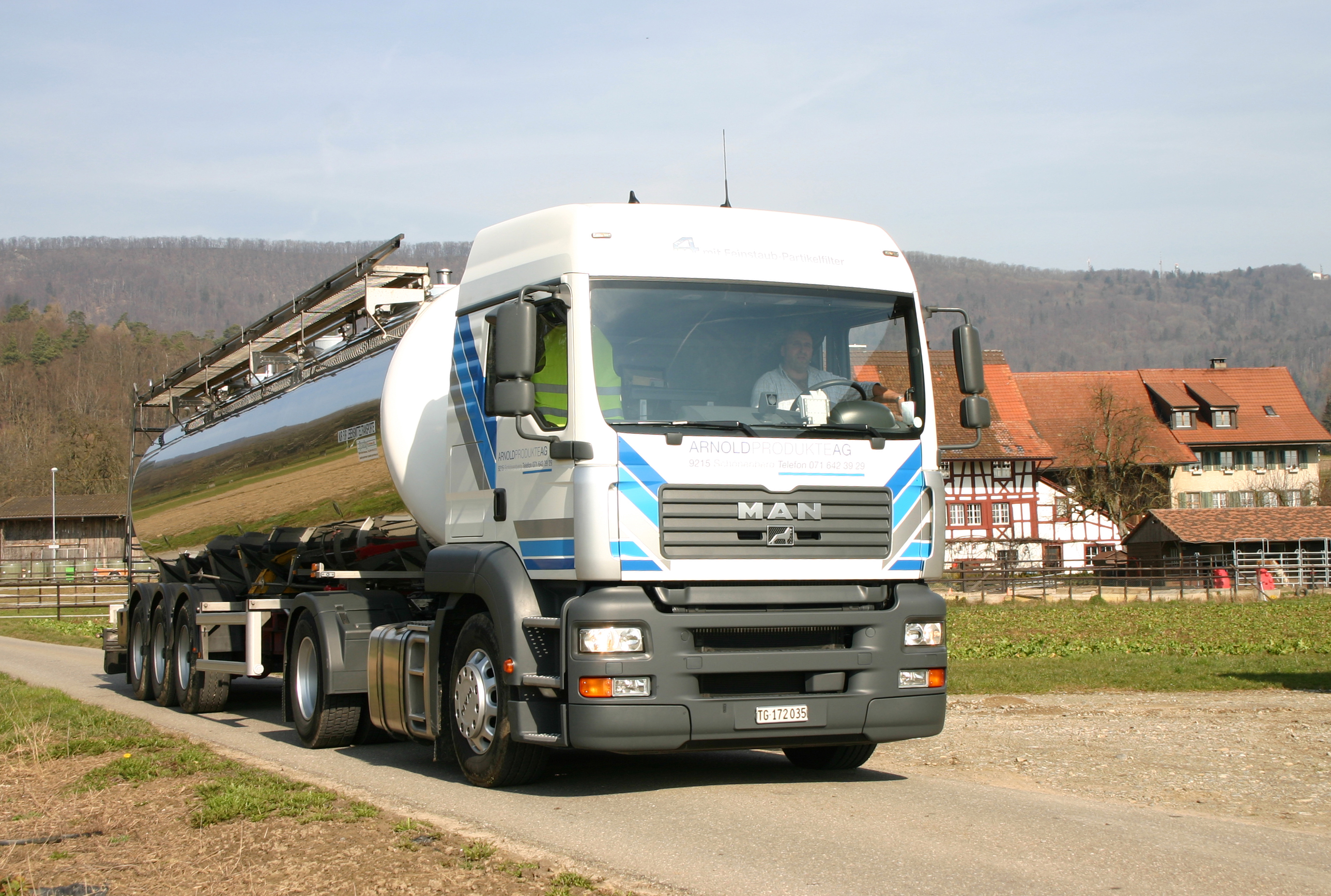
Тягач MAN TGA с полуприцепом-цистерной
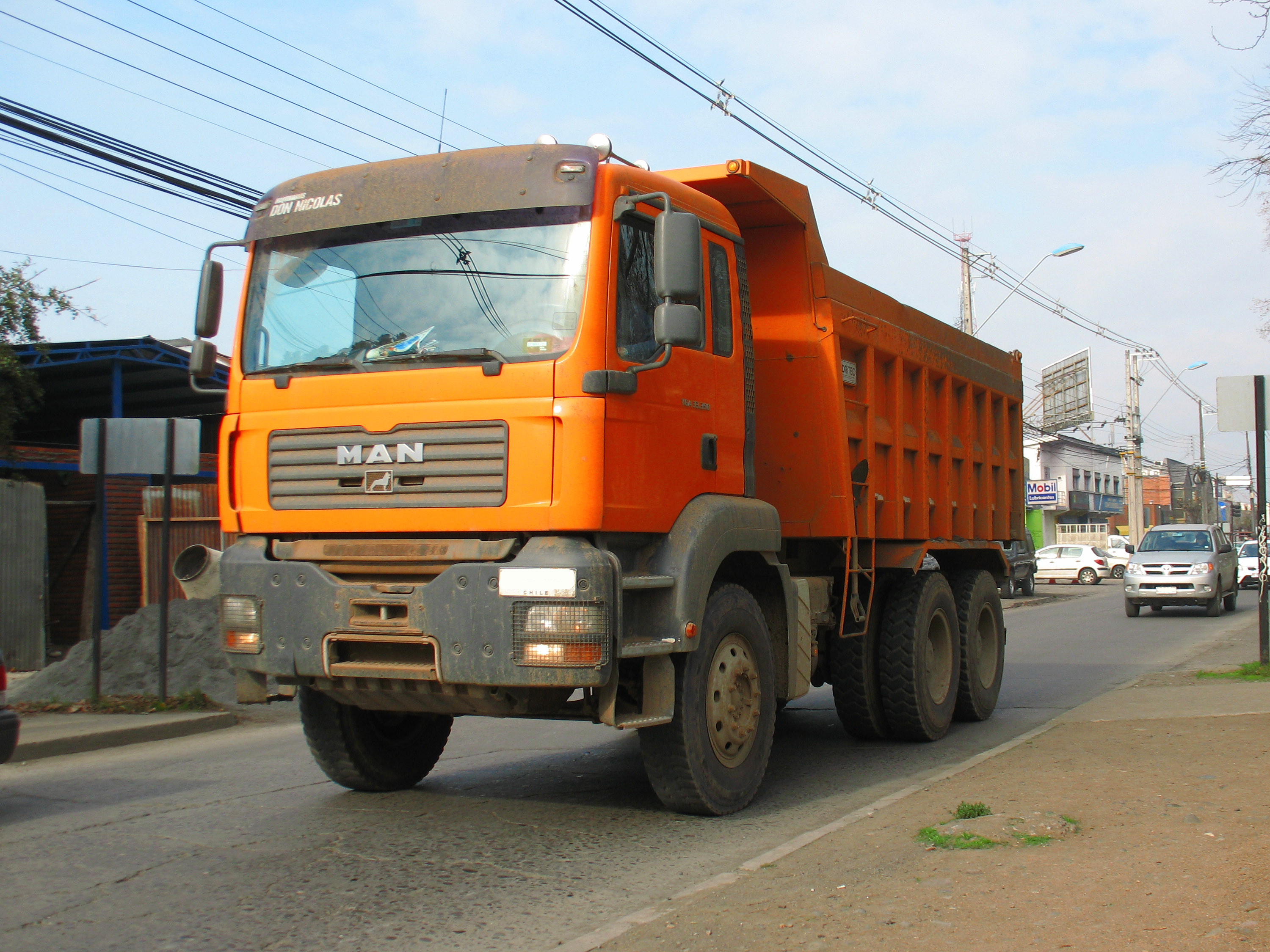
MAN TGA с кузовом самосвал
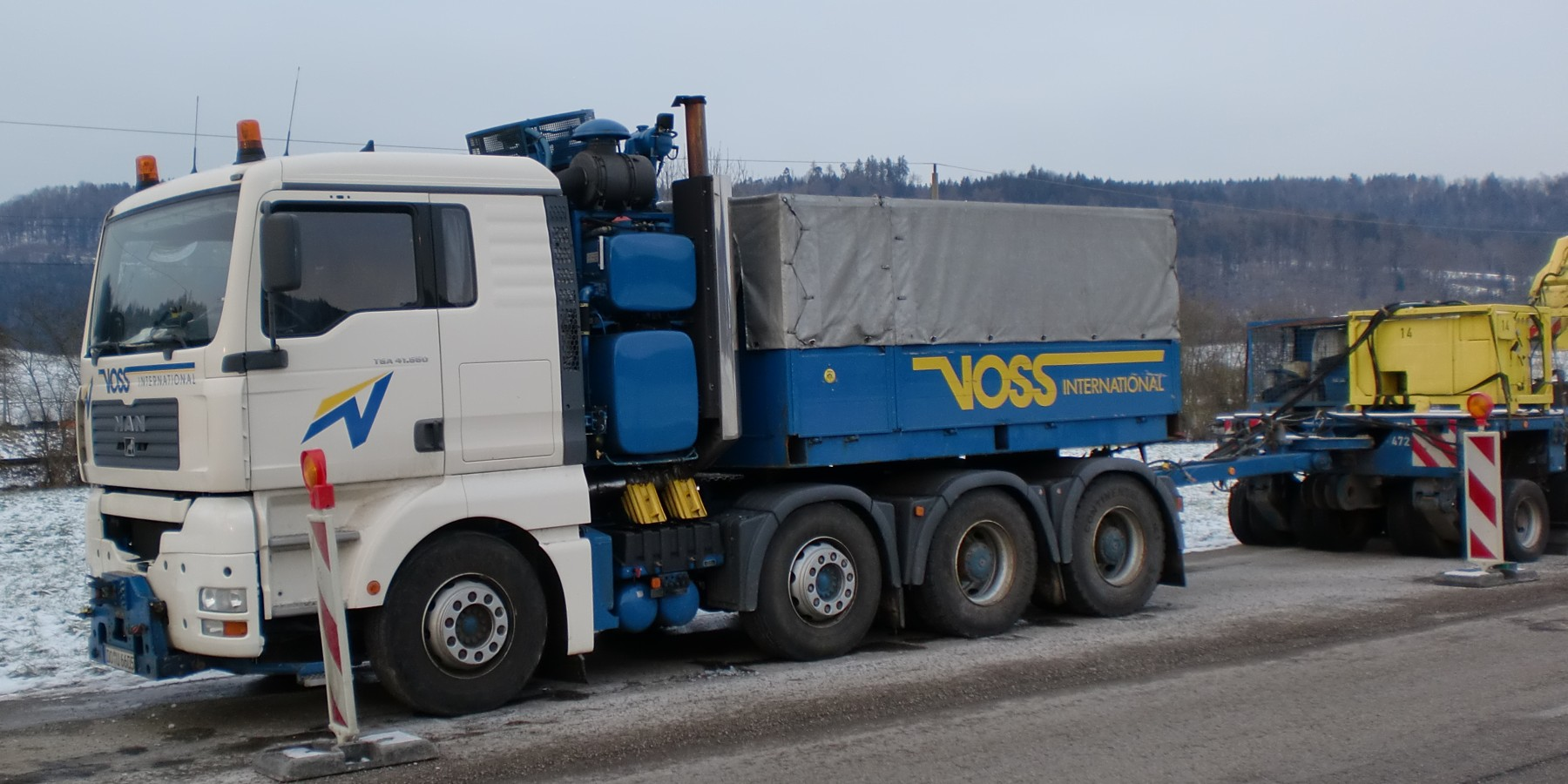
Тяжёлый тягач MAN TGA с колёсной формулой 8 × 4
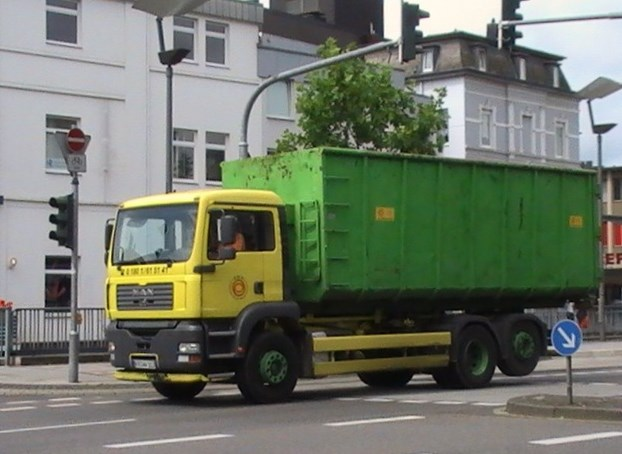
Мультилифт на шасси MAN TGA с колёсной формулой 6 × 2
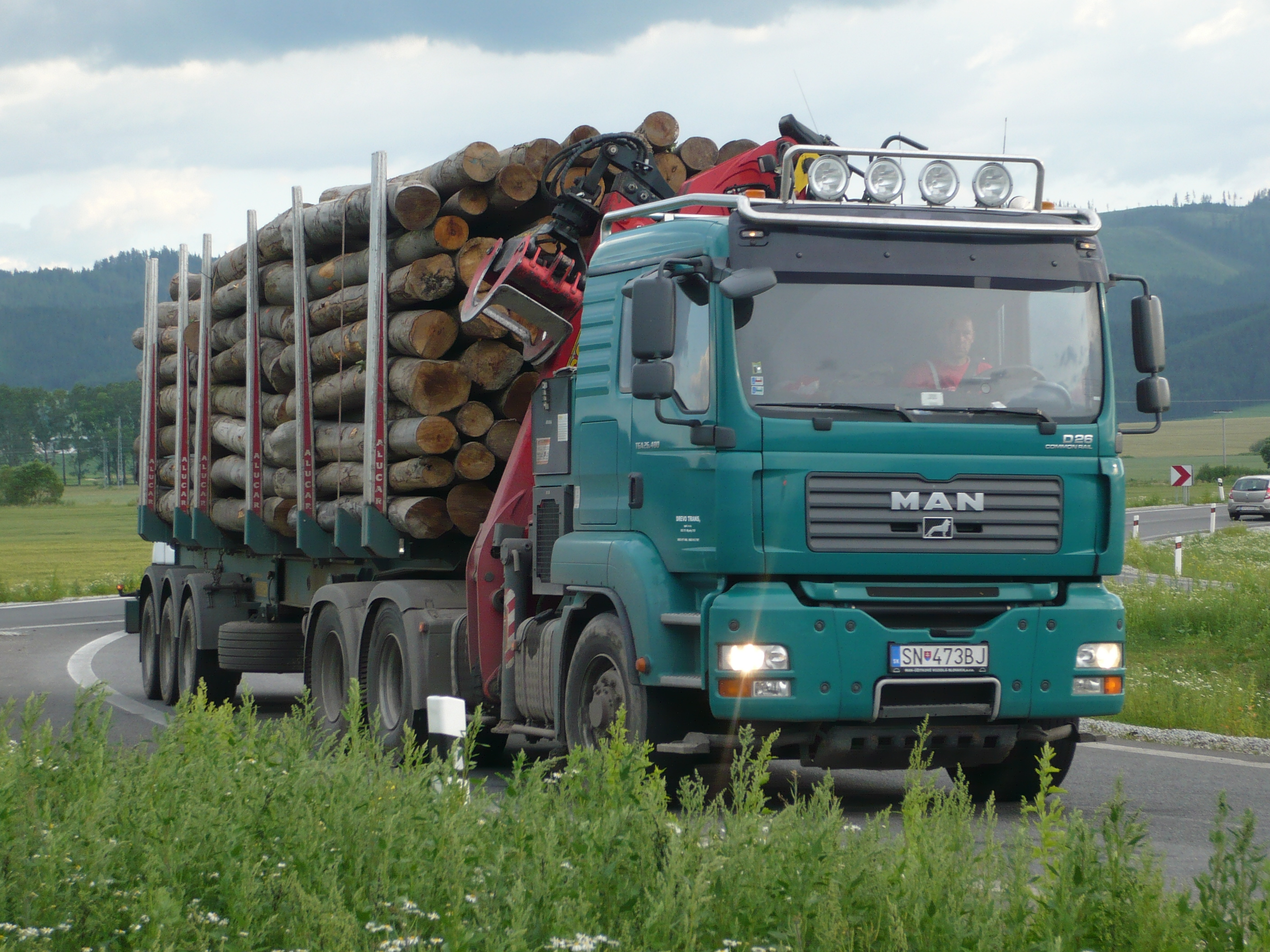
Лесовоз на базе MAN TGA
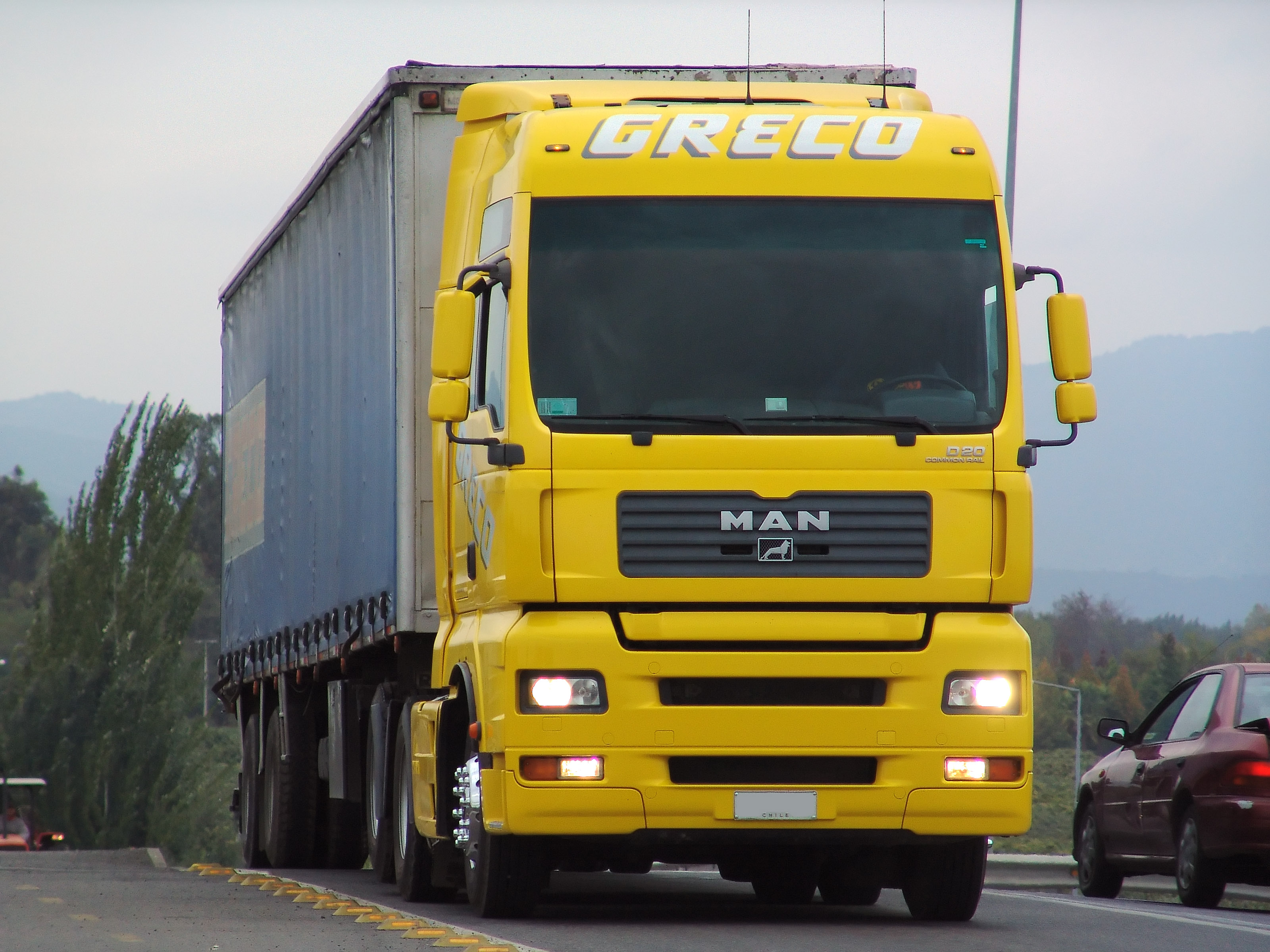
Тягач MAN TGA с колёсной формулой 6 × 4